# 早坂瑠花
早坂瑠花（日语： Hayasaka Ruka，2001年10月29日—），舊名早坂美咲，日本偶像。於東京都出身。

## 生平
2014年4月25日，早坂推出在沖繩拍攝的寫真DVD《沖繩之約》（沖縄の約束），她在這部作品以身穿校服和泳衣的姿態登場，當中部分場景於當地海邊拍攝。7月7日，她的寫真DVD《美麗花開瞬間》（美しく咲く瞬間）開售，這部DVD同樣收錄了她身穿校服和泳衣的樣子。除此之外她也以便服的姿態進行拍攝。20日，她跟寫真偶像朝比奈戀一起在秋葉原出席發售紀念活動。
2017年12月，早坂前往沖繩，在那開展寫真拍攝工作，以此在次年4月25日推出《南風浪漫》一作。它的部分場景以拍攝身穿比基尼和運動裝的早坂為主軸。10月25日，她的寫真DVD《歐泊的純真》（オパールの純真）公開，標題的歐泊取自早坂的誕生石。
2019年9月25日，她的寫真DVD《樂園花開》（楽園ニ咲ク）面世，它匯集了各短編場景，令觀眾可以觀賞不同姿態的美咲。12月25日，她發表寫真DVD《春天快要來臨》（もうすぐ、春ですね。），這部作品為她成年後的首部作品。2020年12月14日，她放棄使用原藝名早坂美咲，更名為早坂瑠花。
2021年2月13日，她發表第一首由自己作詞的歌曲《NEXTORY》。

## 外部連結
- 早坂美咲的Ameblo網誌 （页面存档备份，存于）（日語）
- 早坂瑠花的X（前Twitter）（日語）
- 早坂瑠花的Instagram帳戶（日語）
- 早坂瑠花的TikTok（日語）